# Brandon Téllez
Brandon Abiud Téllez Andrade (ur. 17 lutego 2005 w Fullerton) – meksykański piłkarz z obywatelstwem amerykańskim występujący na pozycji środkowego lub defensywnego pomocnika, od 2024 roku zawodnik Tapatío.